# Rychtářov (Vyškov)
Rychtářov (deutsch Richtersdorf, auch Richtarzow) ist ein Ortsteil von Vyškov in Tschechien. Er liegt acht Kilometer nordwestlich von Vyškov und gehört zum Okres Vyškov.

## Geographie
Rychtářov befindet sich am Südhang des Drahaner Berglandes auf einem Höhenzug zwischen den Tälern der Velká Haná und Malá Haná. Das von umfangreichen Wäldern umgebene Dorf liegt in der Quellmulde eines kleinen Zuflusses zur Velká Haná. Gegen Norden erstreckt sich der Truppenübungsplatz Březina. Nördlich erhebt sich die Stržhlava (457 m), im Nordosten die Holásková (466 m), Věsperk (Wiesberg, 457 m) und der Srnčí vrch (539 m), östlich die Česlava (482 m) und im Nordwesten die Doubrava (528 m). Nordwestlich liegt die mittelalterliche Wüstung Ovčinek und im Süden die Talsperre Opatovice.
Nachbarorte sind Doubrava, Studnice, Nové Sady und Březina im Norden, Jandova bouda und Ferdinandsko im Nordosten, Véspěrk, Radslavičky und Radslavice im Osten, Lhota und Pařezovice im Südosten, Ježkovice im Süden, Pastviny im Südwesten, Ruprechtov im Westen sowie Podomí, Krásensko und Kulířov im Nordwesten.

## Geschichte

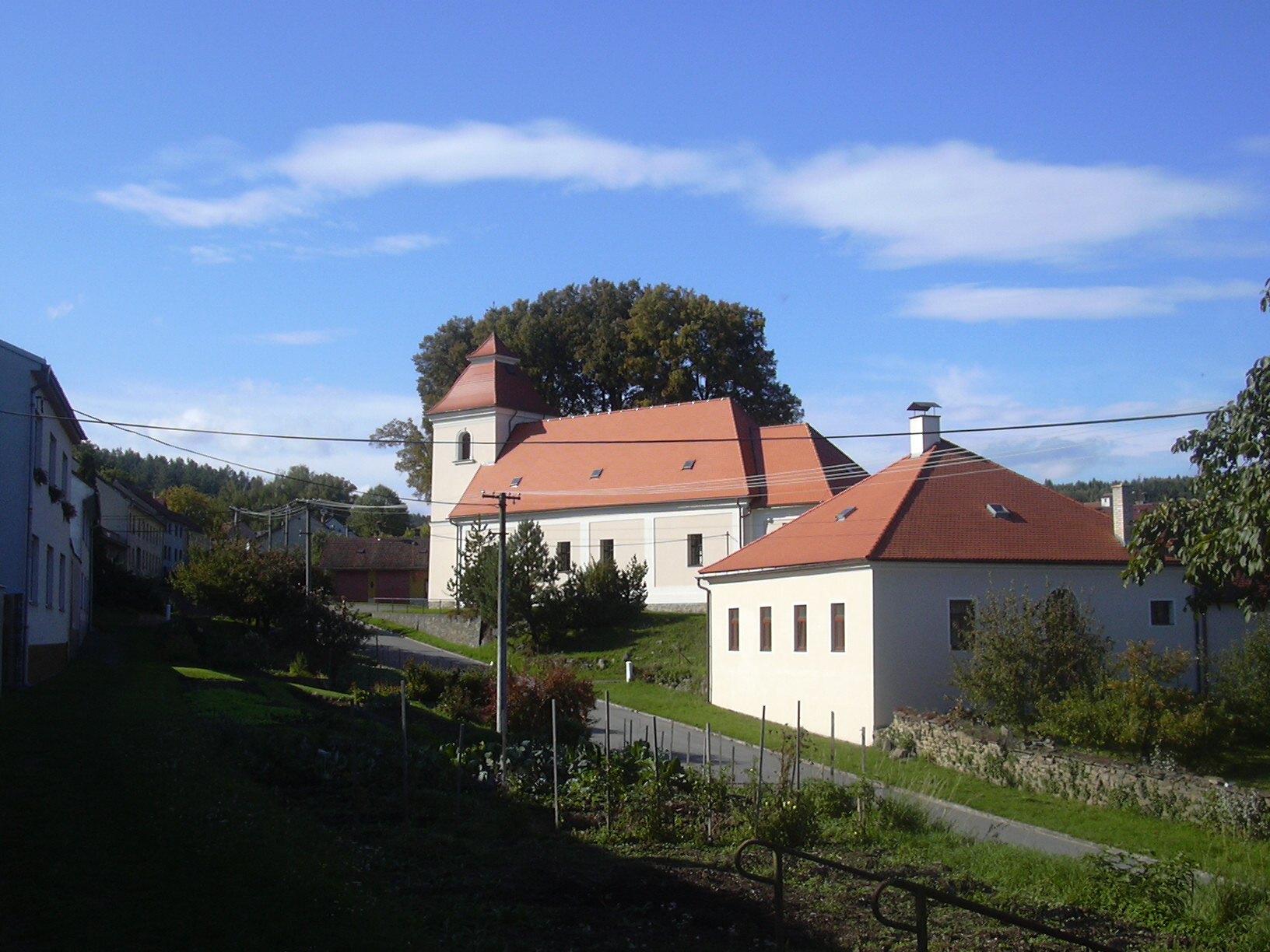
Pfarrkirche Mariä Himmelfahrt

Die erste schriftliche Erwähnung von Rechtarow erfolgte 1381 in der mährischen Landtafel. Die ersten Siedler waren Köhler und Pechsieder, es wird daher angenommen, dass sich der Name des Ortes eher von Dehtář (Pecher) als von Richter herleitet. Möglich ist aber auch eine Gründung im Zuge der deutschen Kolonisation des Gebirges. Das Dorf war seit dem 14. Jahrhundert immer zur Herrschaft Dědice zugehörig. Im Jahre 1538 erwarb das Bistum Olmütz im Zuge eines Gütertausches gegen Paskov mit Johann von Pernstein Dědice mit den zugehörigen Dörfern Opatovice, Rychtářov, Lhota und Raclavice. Die Bischöfe vereinten das Gut Dědice später mit der Herrschaft Wischau. Im Jahre 1644 bestand das Dorf aus 47 Häusern, 1755 waren es 55. 1764 wurde das Dorf als Dehtářov bezeichnet. Weitere Namensformen waren Dechtářov, Dechtaryow, Rěchtářov, Richtarzov, Richtersdorf und Rychtařov. Fürstbischof von Troyer ließ westlich des Dorfangers ein Jagdschloss erbauen. Der 1755 vollendete Bau erhielt den Namen Troyerstein. Die erste Dorfschule in Rychtářov wurde 1795 errichtet. Bis zur Mitte des 19. Jahrhunderts blieb das Dorf immer der bischöflichen Herrschaft Wischau untertänig.

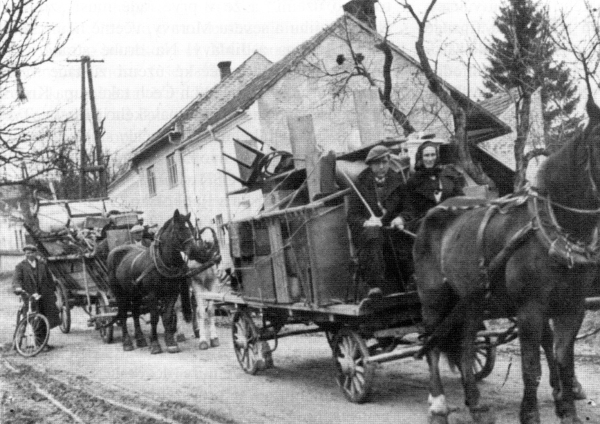
Die Bewohner von Rychtářov verlassen ihr Dorf im März 1941

Nach der Aufhebung der Patrimonialherrschaften bildete Rychtařov ab 1850 eine Gemeinde in der Bezirkshauptmannschaft Wischau. In den Jahren 1851 bis 1852 wurde hinter der Kirche ein neues Pfarrhaus errichtet. 1855 bestand das Dorf aus 69 Häusern. Die alte Schule erwies sich zum Ende des 19. Jahrhunderts als zu klein, so dass die Gemeinde 1894 ein Grundstück erwarb und mit dem Neubau begann. In den 1920er Jahren begann eine Erweiterung des Dorfes, in dieser Zeit entstanden auch die Häuser in der Siedlung Rohlina. 1938 bestand die Gemeinde aus 152 Häusern. Während der deutschen Besetzung ordnete der Reichsprotektor Konstantin von Neurath 1940 die Erweiterung des Schießplatzes Wischau zu einem großen Truppenübungsplatz der Wehrmacht an. Zu den 33 für die Errichtung des Truppenübungsplatzes Wischau zu räumenden Dörfern gehörte in der ersten, bis 31. März 1941 zu realisierenden Etappe, auch Richtersdorf. Die 851 Einwohner wurden aus den 176 Häusern des Dorfes zwangsausgesiedelt. Nach dem Ende des Zweiten Weltkrieges wurde der zerschossene Ort ab Juni 1945 wieder besiedelt. Ein Teil der Häuser musste abgerissen werden. Nachdem 1951 der Truppenübungsplatz Březina errichtet worden war, mussten die Wälder nördlich des Dorfes an das Militär abgetreten werden und wurden zum Sperrgebiet. Zu Beginn des Jahres 1961 wurde Rychtářov mit Lhota zu einer Gemeinde Rychtářov-Lhota zusammengelegt. 1986 wurde Rychtářov-Lhota nach Vyškov eingemeindet. Im Jahre 1991 hatte das Dorf 561 Einwohner. Der Schulunterricht in Rychtářov wurde 2001 eingestellt. Im selben Jahre wurden in Rychtářov 172 Häuser und 572 Einwohner gezählt.

## Sehenswürdigkeiten

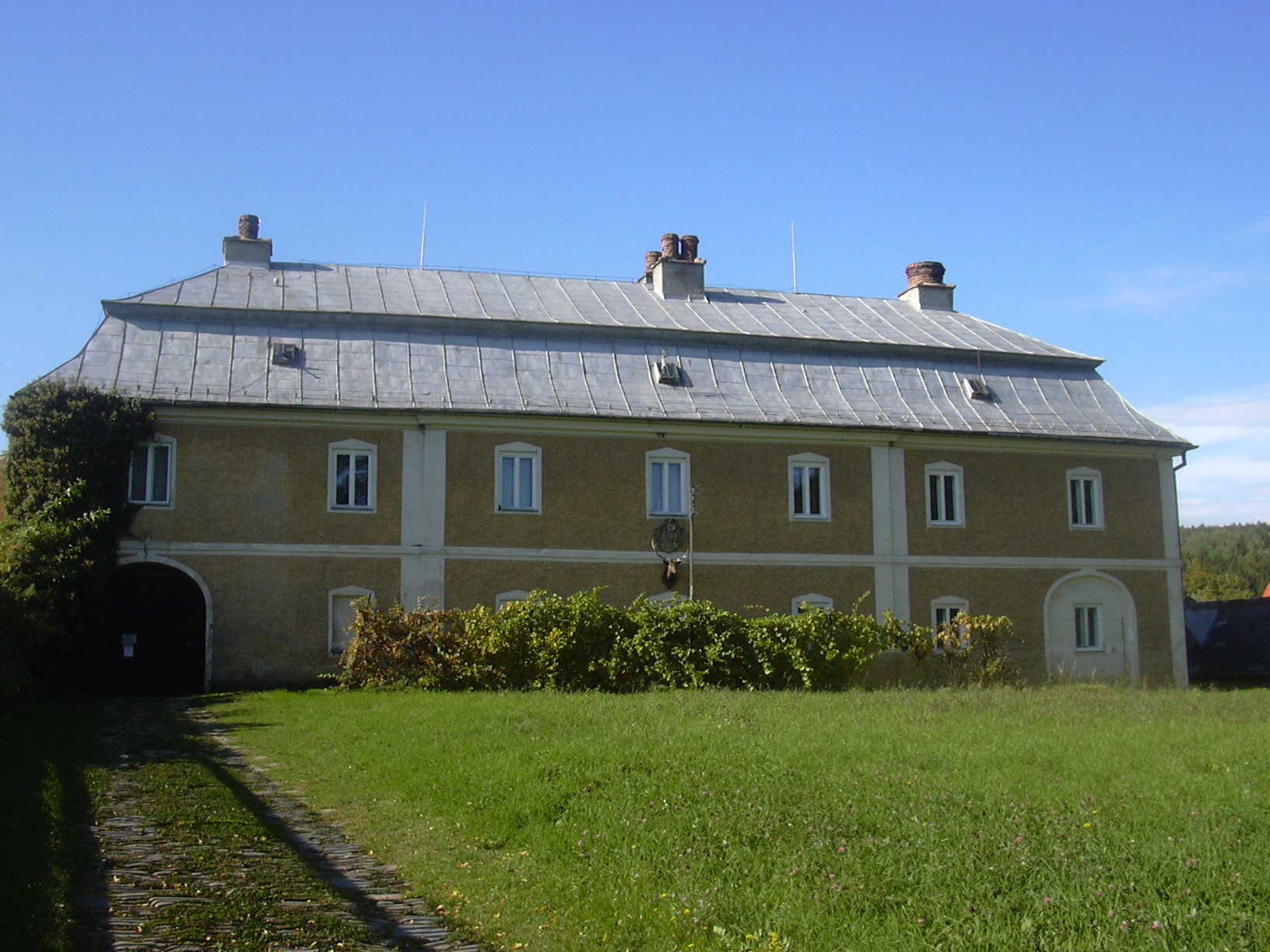
Jagdschloss Troyerstein

- Pfarrkirche Mariä Himmelfahrt, errichtet 1783 an Stelle eines älteren Kirchleins durch den Austerlitzer Baumeister Malenovský. Der wuchtige Kirchturm wurde 1849 angebaut.
- barockes Jagdschloss Troyerstein, erbaut 1755 für Fürstbischof Ferdinand Julius von Troyer
- Betsäule aus dem 19. Jahrhundert
- Reste der Burg Stagnov und Wüstung Hrádek, westlich des Dorfes über dem Tal des Rakovec
- Reste der Burg Kuchlov, westlich des Dorfes über dem Tal der Malá Haná
- Burgstall Na valech, südöstlich des Ortes
- Geburtshaus von Alois Musil mit Gedenktafel
- Villa Musa, errichtet für Alois Musil
- Gedenkstein für die Opfer beider Weltkriege
- mehrere Bunker aus der Zeit des Zweiten Weltkrieges
- Trinkwassertalsperre Opatovice an der Malá Haná
- Denkmal am geographischen Mittelpunkt der Tschechoslowakei, wegen der Lage auf dem Truppenübungsplatz ist es nicht öffentlich zugänglich

## Ortsgliederung
Der Ortsteil Rychtářov bildet einen Katastralbezirk.

## Söhne und Töchter des Ortes
- Alois Musil (1868–1944), Orientalist, Theologe und Geograph